# Montmançon
Montmançon ist eine französische Gemeinde mit 242 Einwohnern (Stand: 1. Januar 2022) im Département Côte-d’Or in der Region Bourgogne-Franche-Comté (vor 2016 Bourgogne). Sie gehört zum Arrondissement Dijon und zum Kanton Auxonne. 

## Geographie
Montmançon liegt etwa 29 Kilometer ostnordöstlich von Dijon. Umgeben wird Montmançon von den Nachbargemeinden Charmes im Nordwesten und Norden, Cheuge im Norden, Saint-Sauveur im Osten, Drambon im Süden sowie von Marandeuil im Südwesten und Westen.

## Bevölkerungsentwicklung

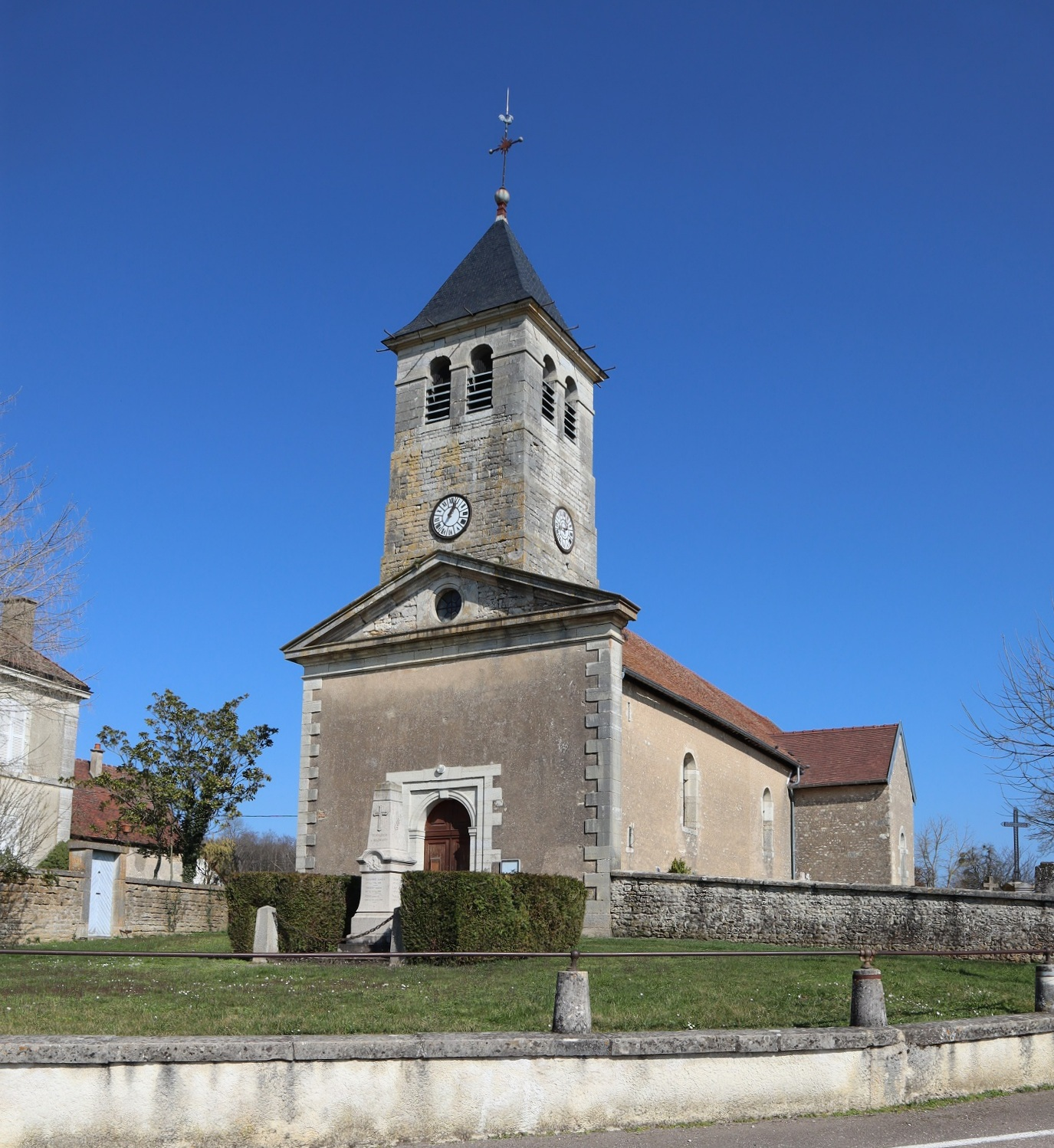
Église de la Nativité (Geburts-Kirche)

| Jahr                       | 1962 | 1968 | 1975 | 1982 | 1990 | 1999 | 2006 | 2013 | 2019 |
| Einwohner                  | 120  | 110  | 97   | 144  | 164  | 159  | 194  | 237  | 243  |
| Quellen: Cassini und INSEE |      |      |      |      |      |      |      |      |      |